# 朗瓜朗
朗瓜朗（法語：Langoiran，法語發音：[lɑ̃ɡwaʁɑ̃]）是法国吉伦特省的一个市镇，属于朗贡区。

## 地理
朗瓜朗（44°42'28.5"N, 0°24'2.7"W）面积10.14 平方千米，位于法国新阿基坦大区吉倫特省，该省份为法国西南部沿海省份，是法國本土面积最大的省，北起滨海夏朗德省，西临大西洋，南至朗德省，东南接洛特-加龍省，东临多爾多涅省。
与朗瓜朗接壤的市镇（或旧市镇、城区）包括：欧克斯、帕耶、卡皮扬、加龙河畔莱斯蒂亚克、波尔泰茨、勒图尔讷。

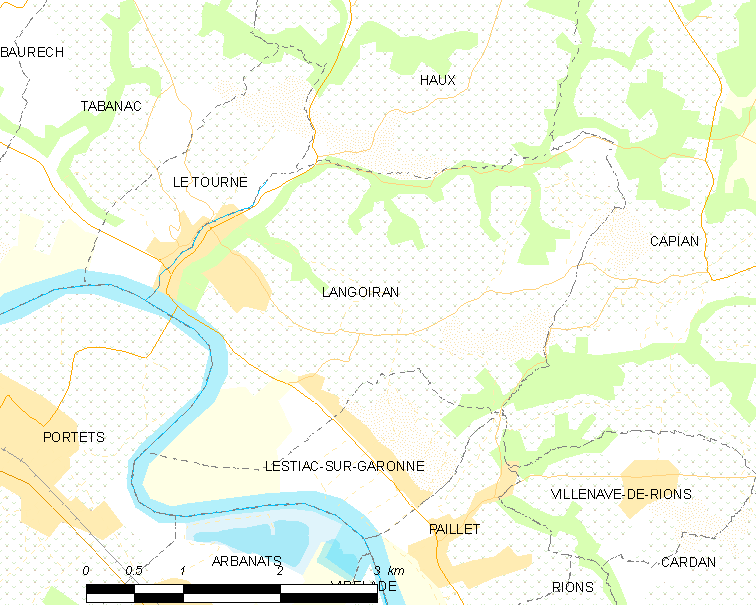
朗瓜朗的OSM定位图

朗瓜朗的时区为UTC+01:00、UTC+02:00（夏令时）。

## 行政
朗瓜朗的邮政编码为33550，INSEE市镇编码为33226。

## 政治
朗瓜朗所属的省级选区为海间县。

## 人口

1962-2008年间朗瓜朗人口变化图示

朗瓜朗于2022年1月1日时的人口数量为2210人。